# Abdullah II. (Buchara)

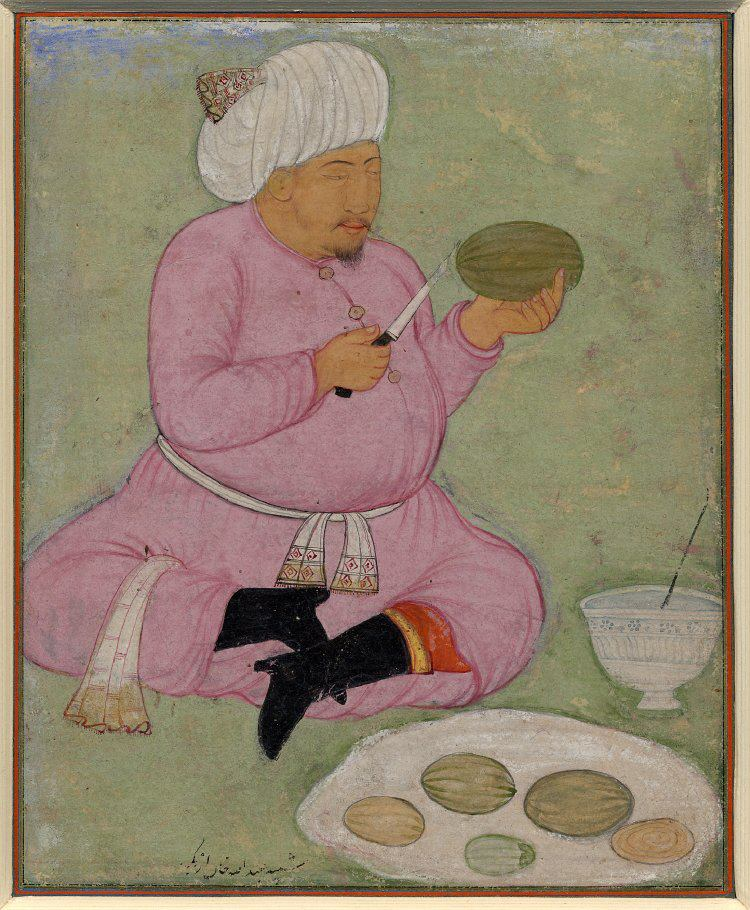
Der Usbekenfürst Abdullah II., Buchara 16. Jh. beim Schneiden einer Melone.

Abdullah II. (* 1533; † 4. Februar 1598 in Samarkand; eigentlich Abu’l Gazi Abd Allah b. Iskandar, auch Abdullah Khan oder Abdallāh) war Fürst des usbekischen Khanats von Buchara aus der Schaibaniden-Dynastie und einer der bedeutendsten Herrscher von Buchara. Seine Regierungszeit von 1583 bis 1598 stellte eine ökonomische und kulturelle Blütezeit seines Landes dar.

## Leben und Wirken
Abdullah II. war der Sohn Iskandars (regierte 1561–1583) und regierte seit 1556 in Buchara, während sein Onkel Pir Muhammad (regierte 1556–1561) und sein Vater nacheinander in Samarkand regierten. Beide kümmerten sich nicht sonderlich um die Regierung. Abdullah war es, der die rivalisierenden Familien sukzessive ausschaltete und sich ihre Besitzungen aneignete, bis auf einen Verwandten namens Baba Sultan, der sich noch bis 1582 hielt. Nach dem Tod seines Vaters wurde Abdullah II. auch der Oberherr der Usbekenfürsten (1583–1598). Mit der (relativ) friedlichen Herrschaft der genannten Fürsten endeten 17 Jahre innerer Machtkämpfe.
Abdullahs lange Regierungszeit galt als die „gute alte Zeit“ der Usbeken. Er förderte wie zuvor die Timuriden die höfische Miniaturmalerei und die Baukunst, so dass ihm die meisten Großbauten des Landes zugerechnet wurden (zum Beispiel der Bau der Abdullah-Chan-Moschee in Sumitan bei Buchara 1560–1563, der Kukeldasch-Medrese in Taschkent 1568–1569 und der Abdullo-Khan-Moschee in Isfara. Auch der Ogʻoch-Sardoba-Brunnen entstand in dieser Zeit.). Seither wurden die Usbeken langsam sesshaft und siedelten sich sogar in den Städten an.
Dabei profitierte das Territorium der Usbeken in Zentralasien von dem bis zur Wende zum 17. Jahrhundert noch wachsenden Karawanenhandel über Herat. Offenbar war es auf die ungeliebte Herrschaft der Portugiesen vor Indiens Küste zurückzuführen, dass viele Händler noch einmal auf die Karawanenwege auswichen. Teppiche aus Buchara wurden bis nach Italien gehandelt. Trotzdem kursiert auch die – zum Beispiel auf einem Augenzeugenbericht des englischen Abenteurers A. Jenkinson basierende – Meinung, dass Buchara zur Zeit des Abdullah II. weniger wohlhabend war als im 15. Jahrhundert.
Abdullah II. war ein orthodoxer Muslim, der die Philosophiestudenten aus Buchara und Samarkand vertrieb, was eine geistige Stagnation in seinem Land einleitete. Derwischorden (etwa die Naqschbandi) breiteten sich stattdessen weiter aus und wurden in den niedrigen Volksschichten sehr verehrt.
Außenpolitisch war der Usbekenkhan im Bündnis mit dem Osmanensultan Murad III., und zwar gegen Persien. Sein Interesse richtete sich auf Chorassan: 1585 nahm er Herat und Merw und plünderte in der Folge mehrere Städte, darunter den berühmten Wallfahrtsort Maschhad. Auch musste er sich mit Baba Sultan und den Kasachen auseinandersetzen, die Taschkent bedrohten. Hier drang er 1582 – mit Shigai Khan verbündet – weit in die Kasachensteppe vor, was aber eine Episode blieb. Abdullah II. war ferner mit dem Khanat Sibir verbündet. Der sibirische Khan Kütschüm (reg. 1563–1598) war vielleicht in Buchara aufgewachsen – zumindest stützte er sich auf missionierende bucharische Moslems. Die Beziehungen zu Großmogul Akbar I. in Indien waren friedlich, wenngleich nicht spannungsfrei. Beispielsweise schickte Abdullah eine Gesandtschaft, um die Gerüchte zu prüfen, Akbar sei vom islamischen Glauben abgefallen.
Der Khan erlebte noch den Niedergang seines Staates: die Pest dezimierte 1590/1591 das Volk und das Land südlich des Amu-Darja ging endgültig an die Iraner verloren, was Usbekistan von dem sich entwickelnden Welthandel abschnitt. Schah Abbas hatte sich hier mit dem von Abdullah bedrohten Khanat Chiwa verbündet und unter anderem Herat und Maschhad zurückerobert (1595/96). 1595–98 hielt Abdullah das Khanat Chiwa besetzt. Abdullahs Sohn Abdul Mu'min rebellierte um 1597. Diese Gelegenheit nutzend, griff der Kasachen-Khan Tawakkul (regierte 1575/86–1598) an: Tawakkul überschritt den Syrdarja, schlug die Usbeken, besetzte Taschkent, Jassy und Samarkand und wurde erst nach Abdullahs Tod 1598 vor Buchara zum Stillstand gebracht. Der Khan war zwischenzeitlich in Samarkand verstorben.
Nach seinem Tod regierte 1598 kurzzeitig sein rebellischer Sohn Abdul Mu'min und dann ein Vetter namens Pir Muhammed, danach wechselte die Dynastie 1599 zu den aus Astrachan geflohenen Dschaniden, deren Prinz in die Schaibaniden-Herrscherfamilie eingeheiratet hatte.